# Ducati 900 Super Sport
Ne doit pas être confondu avec Ducati 900 Supersport.
La 900 SS ou 900 Supersport est un modèle de moto sportive construit par Ducati.
La 900 SS nait en 1975, pour épauler la 750 SS dans la gamme sportive Ducati. Elle reste au catalogue jusqu'à fin 1982.
Elle reprend le moteur de la 860 GTS, sa distribution par couple conique, ses carters carrés caractéristiques et la boîte de vitesses. De la 750 SS, elle hérite la commande desmodromique des soupapes, emblématique des moteurs Ducati.
Contrairement à ce qu'il se fait actuellement, le sélecteur se trouve au pied droit, tandis que la pédale de frein arrière a migré à gauche. Mais cette disposition posait un problème de taille. Lors du démarrage, si le kick descendait trop bas, il enclenchait la première vitesse, faisant avancer la moto.
La selle était monoplace, mais une option permettait d'avoir un modèle permettant de loger un éventuel passager.
Le freinage est assuré par Brembo avec des disques percés de 280 mm à l'avant et 229 à l'arrière.
La fourche et l'amortisseur arrière sont fournis par Marzocchi.
En 1976, l'homologation dans certains pays oblige Ducati à revoir sa copie. Les commandes de sélection et frein arrière passent respectivement au pied droit et au pied gauche. Un carburateur de 32 mm est monté en série, mais un modèle de 40 mm est disponible en option avec des silencieux Conti. Le réservoir perd deux litres de capacité.
En 1978, face à la demande de nombreux clients potentiels, la selle biplace est de série, la monoplace devient une option. Les jantes à rayon cèdent la place à des modèles à bâtons Campagnolo ou Speedline.
Une déclinaison grand tourisme un peu plus confortable — sauf pour le ou la passager(e) — (reconnaissable à la tête de tigre figurant sur les caches latéraux) fut nommée Ducati 900 « Darmah », le nom du tigre qui accompagne Sandokan, le corsaire et aventurier oriental créé par le romancier Emilio Salgari. Un feuilleton télévisé tiré de ce roman populaire venait de connaître un immense succès dans la seconde moitié des années 1970 en Italie et les produits dérivés en étaient innombrables.
Si la production de la 900 SS s'arrête à la fin de l'année 1982, une version esthétiquement modifiée, la MHR, pour « Mike Hailwood Replica », fut produite jusqu’en 1985 en l’honneur de la victoire de Mike Hailwood en 1978 au Tourist Trophy de l'île de Man. Sa véritable remplaçante, la 900 Supersport, ne sortira qu'en 1989.
Une version modernisée (avec des suspensions revues mais un moteur identique développant toutefois 120 ch) est commercialisée dans certains pays par Vee Two Australie, qui a racheté les plans à l’usine et produit des pièces moteur, ainsi que la copie de la version MHR.

## liens externes
- Laurent Blasco-Calmels, « Ducati 900 Super Sport : la première grosse cylindrée de Borgo Panigale », sur bellesmachines.com, 7 juin 2018 (consulté le 25 mai 2022)